# Jean-Baptiste Grosgeorge
Jean-Baptiste Grosgeorge, né le 15 juin 1846 à La Voivre (Vosges) et mort le 1er mars 1902 à Cuo-Lao-Gieng, est un missionnaire français. Il est vicaire apostolique du Cambodge de 1896 à 1902.

## Biographie

### Formation
Jean-Baptiste Grosgeorge fit ses études au petit séminaire d'Autrey et au grand séminaire de Saint-Dié dans les Vosges. Il se présenta au Séminaire des Missions étrangères de Paris le 10 août 1868.
Il fut ordonné prêtre le 28 octobre 1869 et partit pour le Cambodge le 15 février 1870. Après avoir étudié la langue à Phnom Penh, paroisse de Rosey-keo, il administra le district de Cai-quanh en 1871, et celui de Cai-doi en 1872.
Il est nommé en 1873 au séminaire de Cu-Lao-Gieng,à la fois comme professeur et supérieur. Il s'occupa aussi très activement des Sœurs de la Providence de Portieux qui, comme lui, étaient originaires du diocèse de Saint-Dié. Comme ces religieuses ne pouvaient pas suffire à tous les besoins de la mission, il leur fit instituer un noviciat de Sœurs annamites. Pour donner du travail aux orphelines, il organisa une filature de soie. Il prit également une grande part à la fondation d'hôpitaux indigènes.

### Vicaire apostolique du Cambodge
En 1895, il fut choisi pour succéder à Monseigneur Cordier. Nommé évêque titulaire d'Oëa (ancien nom de Tripoli en Libye) et vicaire apostolique du Cambodge le 28 janvier 1896, il fut sacré le 24 mai suivant à Dau-nuoc (Cu-Lao-Gieng) par Mgr Jean-Marie Dépierre. 
Il parcourut aussitôt activement son vicariat. Il demanda aux missionnaires d'apprendre le cambodgien, et pour en faciliter l'étude, il fit commencer un nouveau dictionnaire cambodgien-français. Les caractères cambodgiens n'existant pas encore en imprimerie, il en demanda la fonte à l'imprimerie de Nazareth à Hong Kong.
Il créa plusieurs nouveaux districts, et essaya de faire pénétrer le christianisme chez les peuplades sauvages, en particulier chez les Kouys.
En juin 1899, comme il accomplissait une tournée pastorale, il fut atteint de pleurésie, mais continua néanmoins ses visites, aussi rentra-t-il très affaibli à Phnom Penh. Vers la fin de 1900, il s'installa au séminaire de Cu-Lao-Gieng ; il y mourut le 1er mars 1902, et fut enterré dans la chapelle du séminaire. 
Il avait composé un catéchisme en annamite.